# Gio Ponti
Giovanni Ponti, detto Gio (Milano, 18 novembre 1891 – Milano, 16 settembre 1979), è stato un architetto e designer italiano fra i più importanti del dopoguerra.

## Biografia
(Gio Ponti, Vocazione architettonica degli italiani, 1940)
Figlio di Enrico Ponti e di Giovanna Rigone, Gio Ponti si laureò in architettura presso l'allora Regio Istituto Tecnico Superiore (il futuro Politecnico di Milano) nel 1921, dopo aver sospeso gli studi durante la sua partecipazione alla prima guerra mondiale. Nello stesso anno si sposò con la nobile Giulia Vimercati, di antica famiglia brianzola, da cui ebbe quattro figli (Lisa, Giovanna, Letizia e Giulio).

### Anni venti e trenta

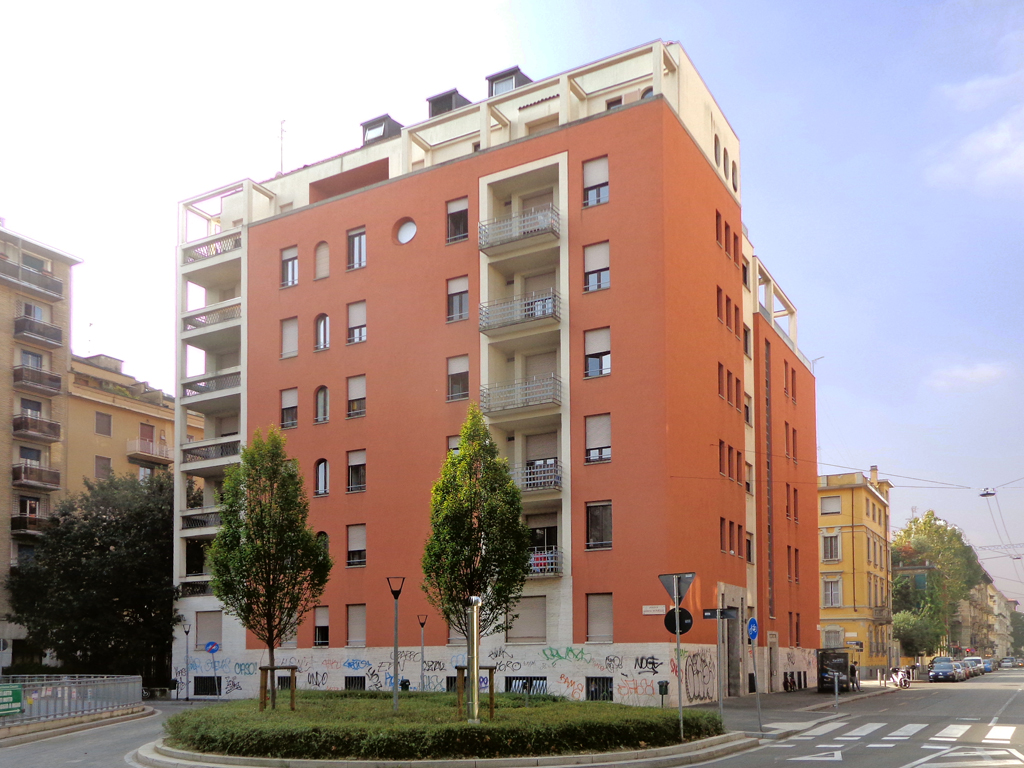
Casa Marmont a Milano, 1934

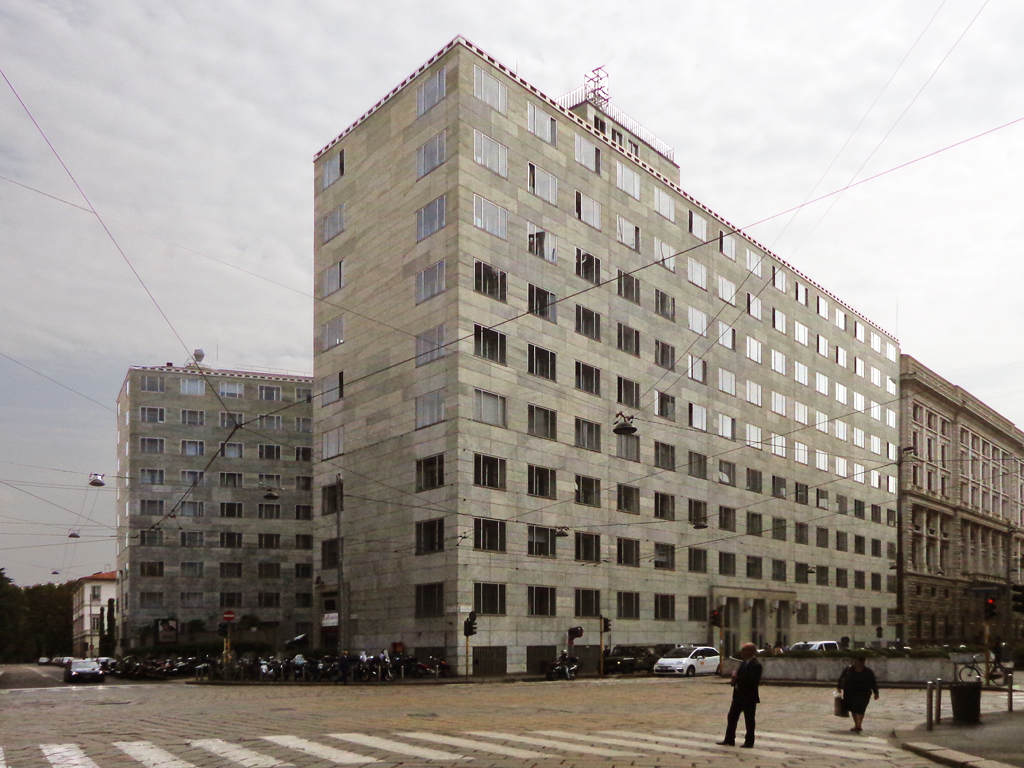
Il palazzo Montecatini a Milano, 1938

Inizialmente, nel 1921, aprì uno studio assieme gli architetti Mino Fiocchi ed Emilio Lancia (1926-1933), per poi passare alla collaborazione con gli ingegneri Antonio Fornaroli ed Eugenio Soncini (1933-1945). Nel 1923 partecipò alla I Biennale delle arti decorative tenutasi all'ISIA di Monza e successivamente fu coinvolto nella organizzazione delle varie Triennali, sia a Monza che a Milano.
Negli anni venti avviò la sua attività di designer all'industria ceramica Richard-Ginori, rielaborando complessivamente la strategia di disegno industriale della società; con le sue ceramiche vinse il "Grand Prix" all'Esposizione internazionale di arti decorative e industriali moderne di Parigi del 1925. In quegli anni, la sua produzione fu improntata più ai temi classici reinterpretati in chiave déco, mostrandosi più vicino al movimento Novecento, esponente del razionalismo. Sempre negli stessi anni iniziò anche la sua attività editoriale: nel 1928 fondò la rivista Domus, testata che diresse fino alla sua morte, eccetto che nel periodo 1941-1948 in cui fu direttore di Stile. Assieme a Casabella, Domus rappresenterà il centro del dibattito culturale dell’architettura e del design italiani della seconda metà del Novecento.

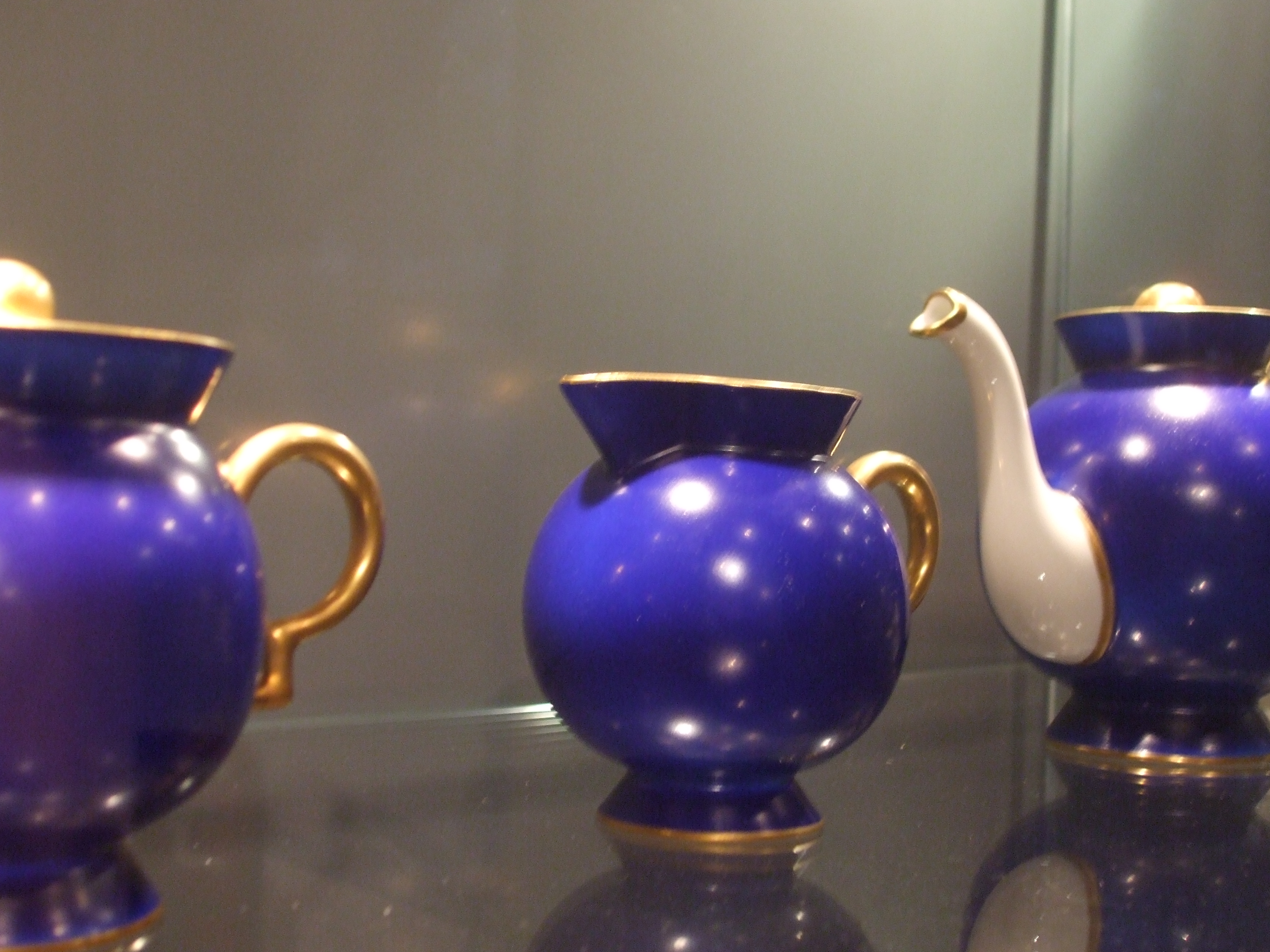
Servizio da caffè "Barbara" disegnato da Ponti per Richard Ginori nel 1930

L'attività di Ponti negli anni trenta si estese all'organizzazione della V Triennale di Milano (1933) e alla realizzazione di scene e costumi per il Teatro alla Scala. Partecipò all'Associazione del Disegno Industriale (ADI) e fu tra i sostenitori del premio Compasso d'oro, promosso dai magazzini La Rinascente. Ricevette tra l'altro numerosi premi sia nazionali che internazionali, diventando infine professore di ruolo alla Facoltà di Architettura del Politecnico di Milano nel 1936, cattedra che manterrà sino al 1961. Nel 1934 l'Accademia d'Italia gli conferì il "premio Mussolini" per le arti.
Nel 1937 incaricò Giuseppe Cesetti di eseguire un pavimento in ceramica di vaste dimensioni, esposto alla Mostra Universale di Parigi, in una sala dove erano anche opere di Gino Severini e Massimo Campigli.

### Anni quaranta e cinquanta
Nel 1941, durante la seconda guerra mondiale, Ponti fonda la rivista di architettura e design del regime fascista STILE. Nella rivista di chiaro supporto all'asse Roma-Berlino, Ponti non manca di scrivere nei suoi editoriali commenti come "Nel dopoguerra spettano all'Italia compiti grandissimi ...nei rapporti della sua esemplare alleata, la Germania", "i nostri grandi alleati [Germania nazista] ci danno un esempio di applicazione tenace, serissima, organizzata e ordinata" (da Stile, Agosto 1941, pag. 3). Stile durerà pochi anni e chiuderà dopo l'Invasione d'Italia anglo-americana e la sconfitta dell'Asse Italo-tedesco. Nel 1948, Ponti riapre la rivista Domus, dove rimarrà come editore fino alla sua morte.
Nel 1951, si unì allo studio insieme a Fornaroli, l'architetto Alberto Rosselli. Nel 1952 costituisce con l’architetto Alberto Rosselli lo studio Ponti-Fornaroli-Rosselli. Qui iniziò il periodo di più intensa e feconda attività sia nell'architettura che nel design, abbandonando i frequenti riallacci al passato neoclassico e puntando su idee più innovative.

### Anni sessanta e settanta
Fra il 1966 ed il 1968 collaborò con l'impresa di produzione Ceramica Franco Pozzi di Gallarate.
Il Centro Studi e Archivio della Comunicazione di Parma conserva un Fondo dedicato a Gio Ponti, consistente in 16.512 schizzi e disegni, 73 plastici e maquettes. L’archivio Ponti è stato donato dagli eredi dell'architetto (donatori Anna Giovanna Ponti, Letizia Ponti, Salvatore Licitra, Matteo Licitra, Giulio Ponti) nel 1982. Questo fondo, il cui materiale progettuale documenta le opere realizzate dal designer milanese dagli anni Venti agli anni Settanta, è pubblico e consultabile.
Gio Ponti morì a Milano nel 1979: riposa al cimitero monumentale di Milano. Il suo nome ha meritato l'iscrizione al famedio del medesimo cimitero.

## Stile
Gio Ponti ha disegnato moltissimi oggetti nei più svariati campi, dalle scenografie teatrali, alle lampade, alle sedie, agli oggetti da cucina, agli interni di transatlantici. Inizialmente nell'arte delle ceramiche il suo disegno rifletteva la Secessione viennese e sosteneva che decorazione tradizionale e arte moderna non fossero incompatibili. Il suo riallacciarsi e utilizzare i valori del passato trovò sostenitori nel regime fascista, incline alla salvaguardia della "identità italiana" e al recupero degli ideali della "romanità", che si espresse poi compiutamente in architettura con il neoclassicismo semplificato del Piacentini.

Macchina da caffè La Pavoni, progettata da Ponti nel 1948

Nel 1950 Ponti cominciò a impegnarsi nella progettazione di "pareti attrezzate", ovvero intere pareti prefabbricate che permettevano di soddisfare diversi bisogni, integrando in un unico sistema apparecchi e attrezzature fino ad allora autonome. 
Ricordiamo Ponti anche per il progetto della seduta "Superleggera" del 1955 (prod. Cassina), realizzata partendo da un oggetto già esistente e di solito prodotto artigianalmente: la Sedia di Chiavari, migliorato in materiali e prestazioni.
Nonostante questo, Ponti realizzerà nella Città universitaria di Roma nel 1934 la Scuola di Matematica (una delle prime opere del Razionalismo italiano) e nel 1936 il primo degli edifici per uffici della Montecatini a Milano. Quest'ultimo, a caratteri fortemente personali, risente nei particolari architettonici, di ricercata eleganza, della vocazione di designer del progettista.
Negli anni cinquanta, lo stile di Ponti si fece più innovativo e, pur rimanendo classicheggiante nel secondo palazzo per uffici della Montecatini (1951), si espresse pienamente nel suo edificio più significativo: il Grattacielo Pirelli in Piazza Duca d’Aosta a Milano (1955-1958). L'opera fu costruita intorno a una struttura centrale progettata da Nervi (127,1 metri). L'edificio appare come una slanciata e armoniosa lastra di cristallo, che taglia lo spazio architettonico del cielo, disegnata su un equilibrato curtain wall e i cui lati lunghi si restringono in quasi due linee verticali. Quest'opera anche con il suo carattere di "eccellenza" appartiene a buon diritto al Movimento Moderno in Italia.

## Opere

### Industrial design
- 1923-1929 Porcellane per Richard-Ginori
- 1927 Oggetti in peltro ed argento per Christofle
- 1930 Grandi pezzi in cristallo per Fontana
- 1930 Grande tavolo in alluminio presentato alla IV Triennale di Monza
- 1930 Disegni per stoffe stampate per De Angeli-Frua, Milano
- 1930 Tessuti per Vittorio Ferrari
- 1930 Posate ed altri oggetti per Krupp Italiana
- 1931 Lampade per Fontana, Milano
- 1931 Tre librerie per le Opera Omnia di D'Annunzio
- 1931 Mobili per Turri, Varedo (Milano)
- 1934 Arredamento Brustio, Milano
- 1935 Arredamento Cellina, Milano
- 1936 Arredamento Piccoli, Milano
- 1936 Arredamento Pozzi, Milano
- 1936 Orologi per Boselli, Milano
- 1936 Sedia a volute presentata alla VI Triennale di Milano prodotta da Casa e Giardino, poi (1946) Cassina e (1969) Montina
- 1936 Mobili per Casa e Giardino, Milano
- 1938 Tessuti per Vittorio Ferrari, Milano
- 1938 Poltrone per Casa e Giardino
- 1938 Seduta girevole in acciaio per Kardex
- 1947 Interni del Treno Settebello
- 1948 Collabora con Alberto Rosselli e Antonio Fornaroli alla creazione de "La Cornuta", la prima macchina da caffè espresso a caldaia orizzontale prodotta da "La Pavoni S.p.A."
- 1949 Collabora con officine meccaniche Visa di Voghera e crea la macchina da cucire "Visetta".
- 1952 Collabora con AVE, creazione di interruttori elettrici
- 1955 Posate per Arthur Krupp
- 1957 Sedia Superleggera per Cassina
- 1963 Scooter Brio per Ducati
- 1971 Poltrona di poco sedile per Walter Ponti

Foto di Paolo Monti (Fondo Paolo Monti (BEIC)
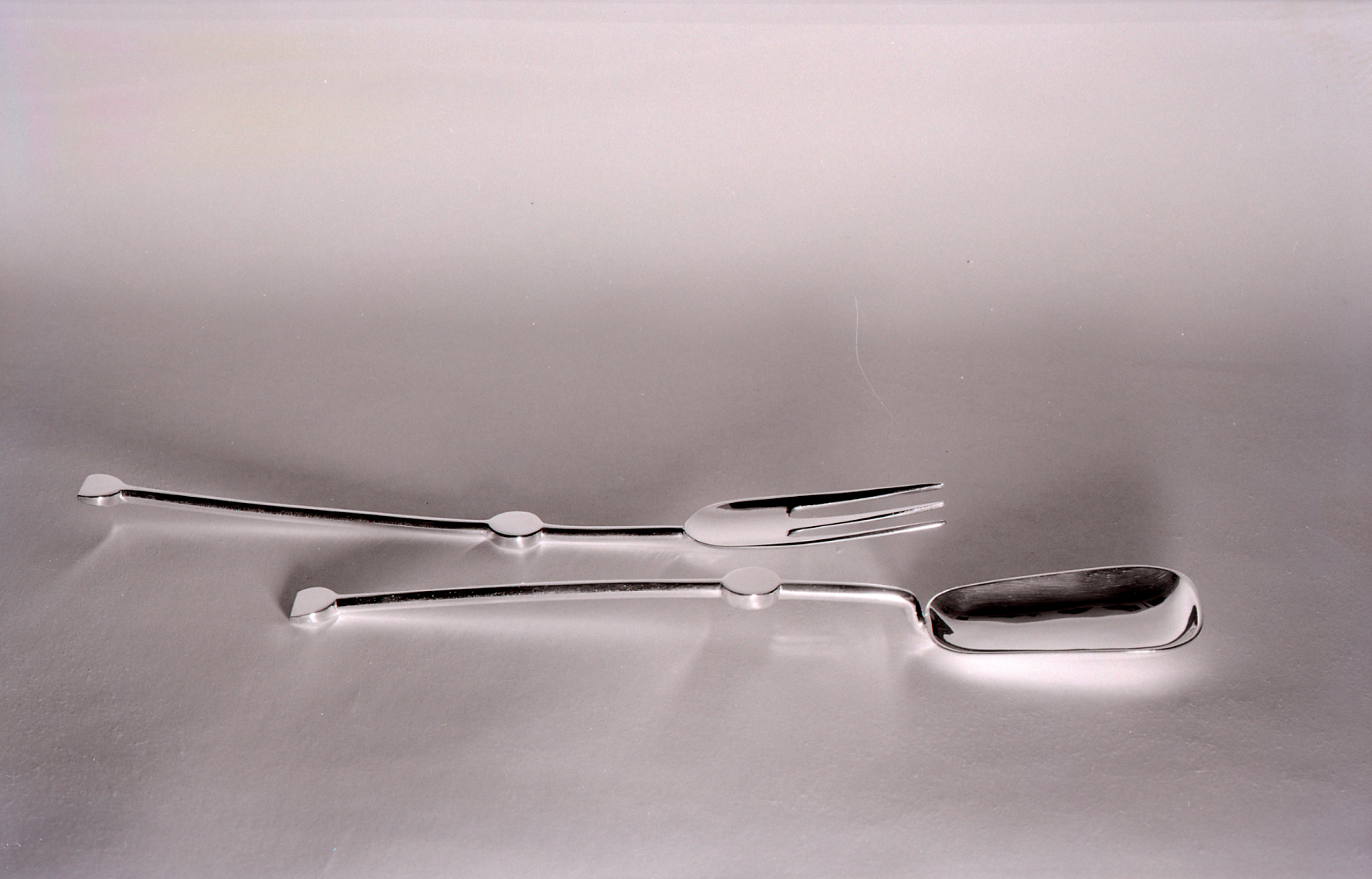
Servizio da dessert
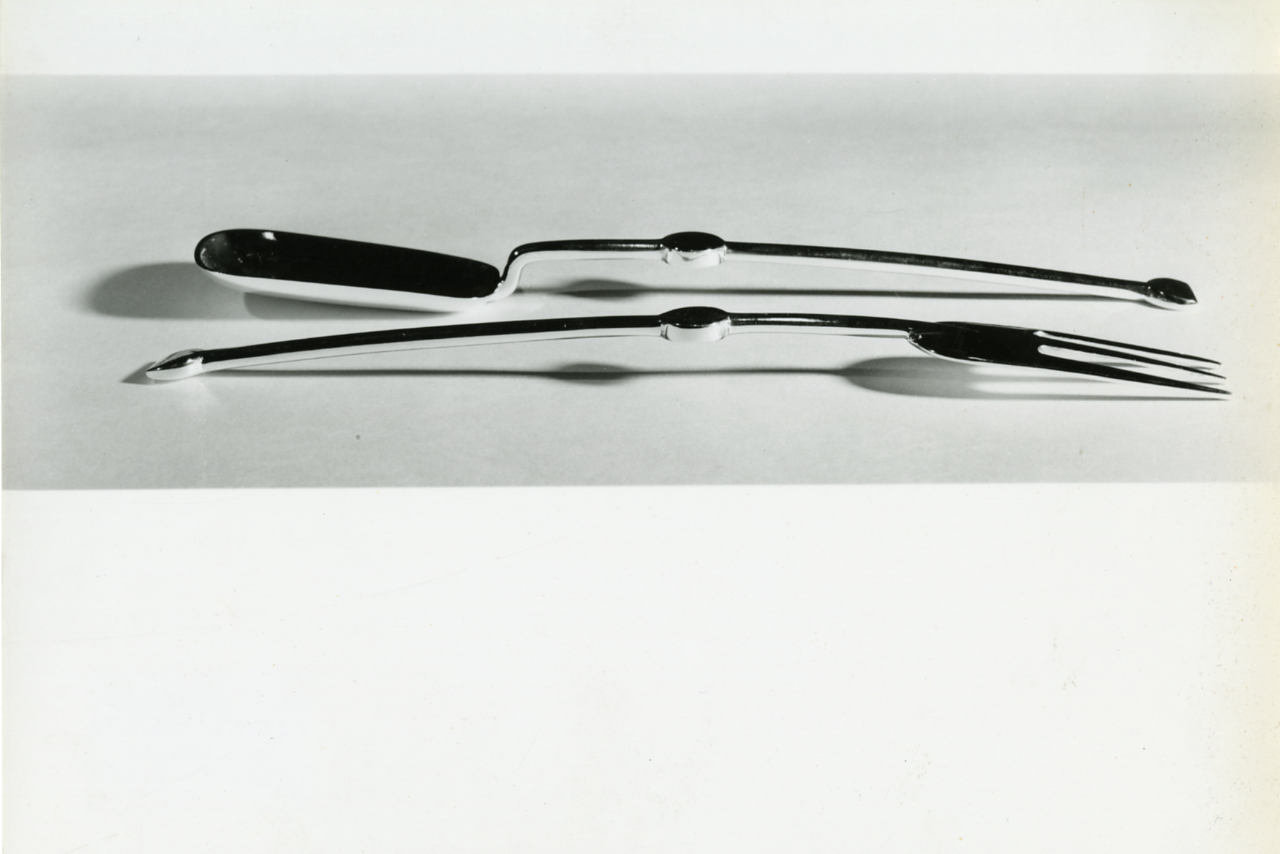
Posate, circa 1955-1958
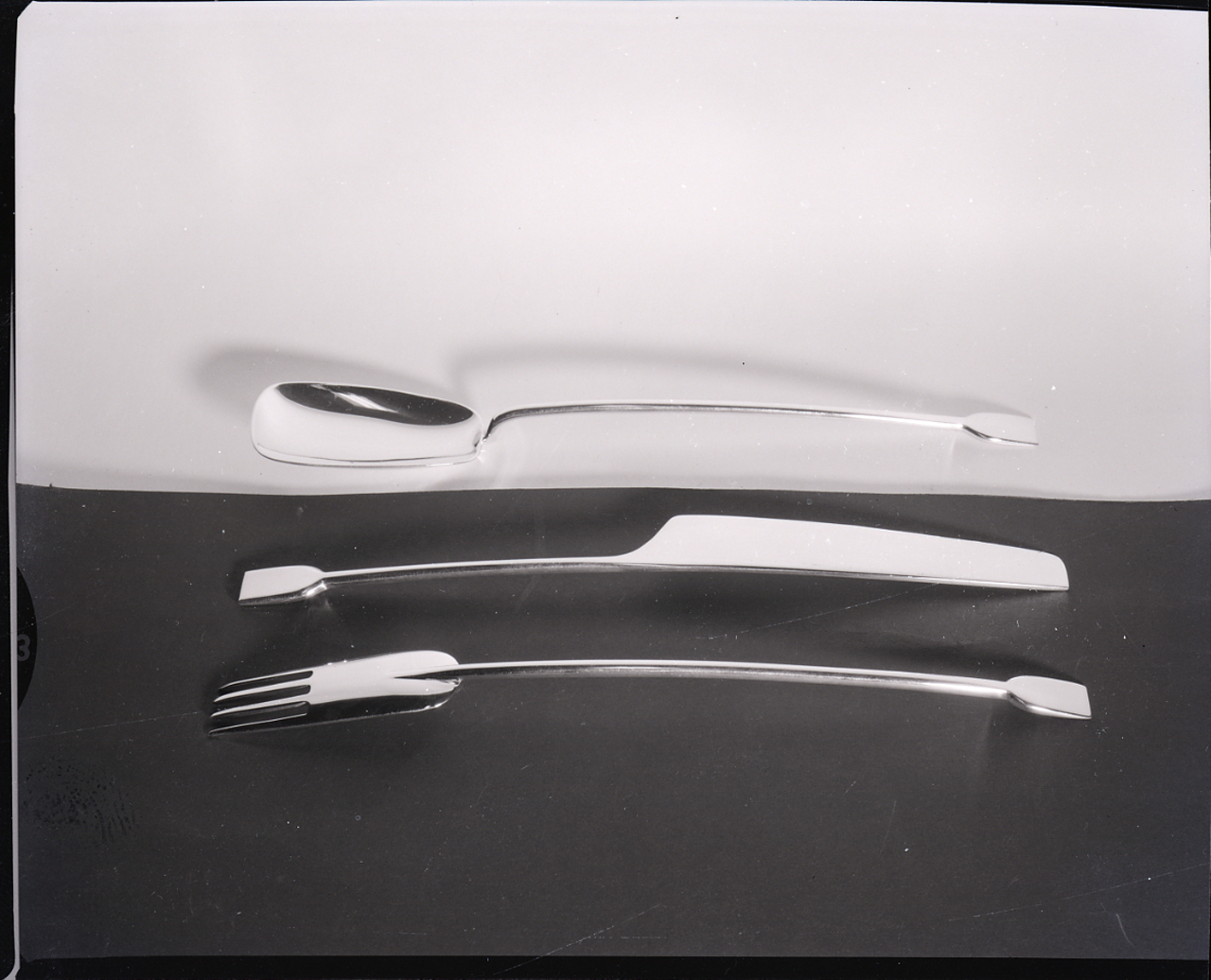
Posate, circa 1955-1960
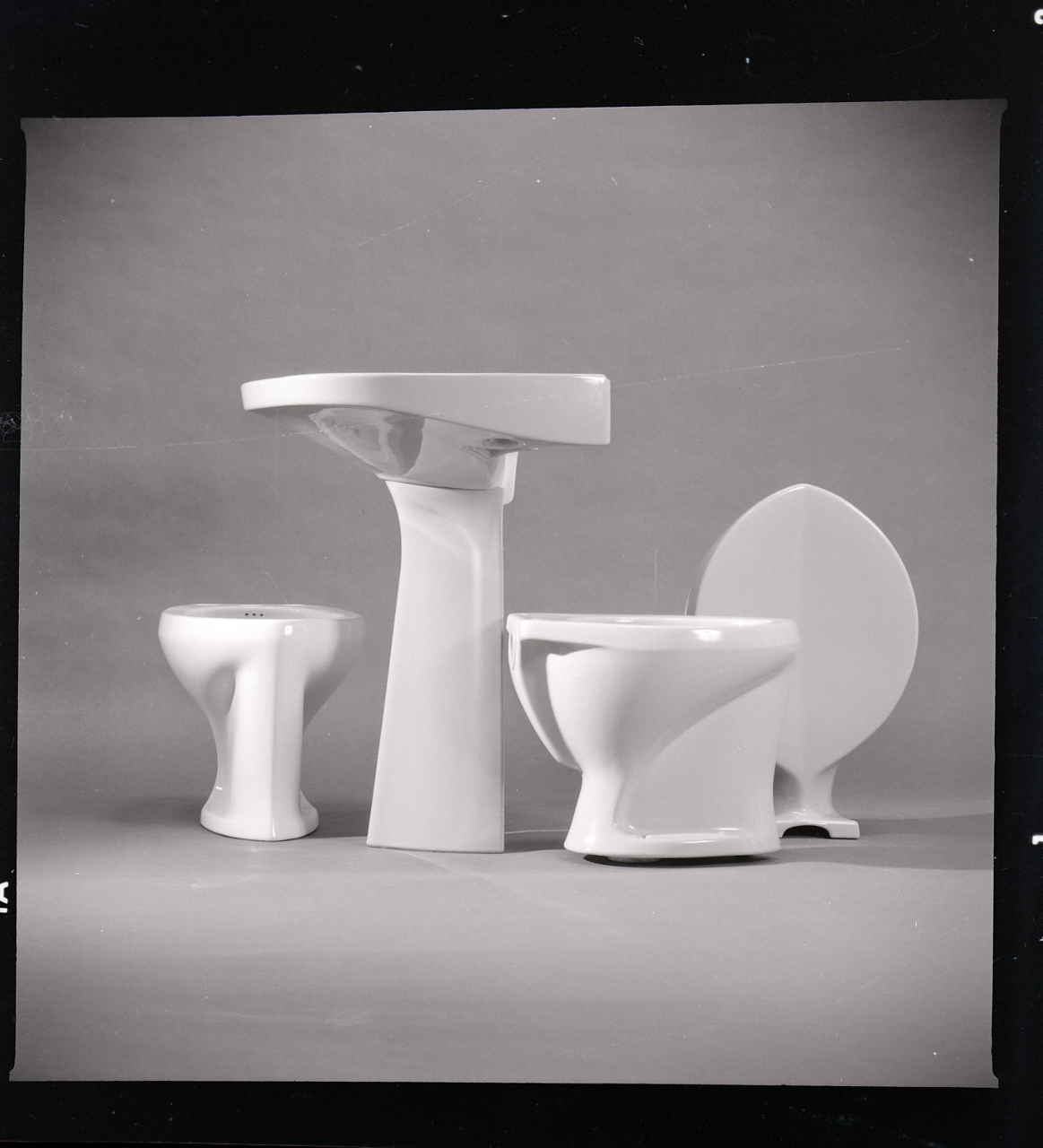
Sanitari in ceramica per Ideal Standard, circa 1954

### Architetture e interni

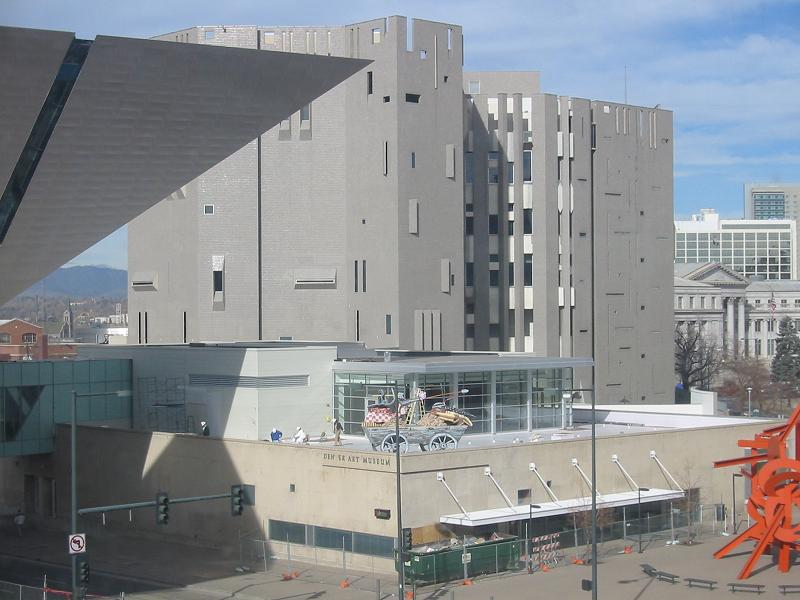
Denver Art Museum, Denver, 1970-71

- 1923 Manifattura di Doccia, Sesto Fiorentino, (Firenze)
- 1923 Manifattura San Cristoforo (Milano)
- 1925 Casa in Via Randaccio, 9, Milano
- 1926 Villa Bouilhet a Garches, (Parigi)[21]
- 1927 Vestibolo a Le salette a La Rinascente - Domus Nova, (Milano)
- 1927 Padiglione dell'Industria Grafica e Libraria alla Fiera Campionaria, Milano
- 1927 Mobili per Studio L'Officina, Milano
- 1927 Mobili per La Rinascente-Domus Nova, Milano
- 1927 Mobili per Il Labirinto, Milano
- 1927 Interni di Casa Semenza, Levanto (La Spezia)
- 1927 Monumento ai Caduti in Piazza Sant'Ambrogio, Largo Caduti Milanesi per la Patria, 20123 Milano MI
- 1927 Casa Borletti in Via San Vittore 40, Milano
- 1928 Ristorante La Penna d'Oca, Milano
- 1928 Stand della Richard-Ginori, Fiera Campionaria, Milano
- 1928 Sistemazione della Rotonda del Padiglione Italiano alla 16º Biennale di Venezia
- 1928 Disegni per ricami su seta per la Scuola di Cernobbio
- 1928 Arredamento Vimercati in Via Domenichino, Milano
- 1928 Casa in Via Domenichino, Milano
- 1928 Arredamento Schejola in Via Pisacane, Milano
- 1928 Negozio del parrucchiere Malagoli in Piazza Virgilio, Milano
- 1930 Cappella Borletti al Cimitero Monumentale, Milano
- 1930 Arredamento per una cabina di lusso su un transatlantico IV Triennale di Monza
- 1930 Casa delle vacanze alla IV Triennale di Monza
- 1931 Soffitti e carta da parati degli appartamenti di Umberto II, Castello di Racconigi[22]
- 1931 Arredamento Contini-Bonacossi, Firenze
- 1931 Banca Unione sede centrale (poi Barclays Castellini) in Via S.ta Maria Segreta, Milano, con Emilio Lancia
- 1931 Case Tipiche: Domus Julia, Domus Carola e Domus Fausta in Via De Togni, 21/23/25 Milano (con Emilio Lancia)
- 1931 Arredamento in vetro per il negozio Dahò, Milano
- 1932 Stabilimento Italcima all'angolo tra Via Crespi e Via Legnone, Milano
- 1932 Arredamento per Ida Pozzi in Via De Togni, Milano
- 1932 Mobile in radica per l'Opera Omnia di Gabriele D'Annunzio
- 1933 Case Tipiche: Domus Aurelia, Domus Onoria, Domus Flavia, Domus Serena in Via Letizia, Milano
- 1933 Case Tipiche: Domus Livia in Via del Caravaggio, Milano
- 1933 Casa Rasini all'angolo tra Corso Venezia e Bastioni di Porta Venezia, Milano
- 1933 Torre Littoria al Parco Sempione, Viale Luigi Camoens, 2, 20121 Milano MI
- 1933 Camera da letto per la V Triennale di Milano
- 1933 Domus Lictoria: concorso per il Palazzo del Littorio, Via dell'Impero, Roma
- 1934 Case Tipiche Domus Adele in Viale Coni Zugna, 40 e Domus Flavia in Via Cicognara,11 Milano
- 1934 Scuola di Matematica, Città universitaria, Roma
- 1934 Allestimento della Sala del più leggero dell'aria alla Mostra dell'Aeronautica, Palazzo dell'Arte, Milano
- 1934 Villino Siebaneck in Via Hajech, Milano
- 1934 Palazzi per gli uffici Ledoga in Via Carlo Tenca, Milano - dal 17/06/1955, il tratto della via interessato è stato rinominato; il nome attuale è via Roberto Lepetit
- 1934 Casa Marmont in Via Gustavo Modena, 36, 20129 Milano MI
- 1935 Ville de Bartolomeis a Bratto - Castione della Presolana, Val Seriana, Bergamo
- 1935 Casa Laporte in Via Benedetto Brin, 10, 20149 Milano MI
- 1935 Hotel in Val Martello, Paradiso del Cevedale, Merano
- 1935-1938 Primo Palazzo Montecatini, all'angolo tra Via della Moscova e Via Turati, Milano
- 1936 Arredamento per gli uffici Ferrania, Roma
- 1936 Interni dell'Istituto Italiano di Cultura, Palazzo Füstenberg, Vienna (Austria)
- 1936 Case Tipiche: Domus Alba in Via Carlo Goldoni, 63, 20129 Milano MI
- 1936 Mostra Universale della Stampa Cattolica, Città del Vaticano, Roma
- 1936 Abitazione dimostrativa alla VI Triennale di Milano, Milano
- 1936 Aula Magna, Basilica e Rettorato, Palazzo del Bo, Università di Padova
- 1937 Maniglia E42 per Olivari per l'expo di Roma del 1942
- 1937 Il Liviano, facoltà di Lettere dell'Università di Padova, Piazza del Capitaniato, Padova
- 1938 Arredamento Vanzetti, Milano
- 1938 Arredamento Borletti in Via dell'Via Annunciata 5/7 - Milano
- 1938 Mostra della Vittoria, Padova
- 1938 Villa Marchesano, Bordighera (Imperia)
- 1938 Villa Tataru, Cluj (Romania)
- 1939 Arredamento per gli uffici Vetrocoke, Milano
- 1939 Palazzi in Piazza San Babila, Milano
- 1939 Palazzo Ferrania (poi Fiat, ora sede dello store del brand newyorkese Abercrombie & Fitch) sull'angolo tra Corso Matteotti e Via San Pietro All'Orto, Milano
- 1939 Palazzo EIAR (ora Palazzo RAI) in Corso Sempione, 27, Milano
- 1939 Scenografia e costumi per il balletto La Vispa Teresa di Ettore Zapparoli, San Remo (Imperia)
- 1940 Maniglie per Sassi, Milano
- 1940 Pannelli con smalti su rame realizzati da Paolo De Poli
- 1941 Posate per Krupp Italiana, Milano
- 1941 Mobili con smalti realizzati da Paolo De Poli, Padova
- 1940 Hotel du Cap, progetto per case di vacanza per l'Eden Roc, Cap D'Antibes (Francia)
- 1940 Scenografie e costumi per Pulcinella di Stravinsky al Teatro dell'Arte, Milano
- 1940 Villa Donegani, 18012 Madonna della Ruota, Bordighera (Imperia)
- 1940 Clinica Columbus per le Suore missionarie del Sacro Cuore, Via Buonarroti 48, Milano
- 1940 Palazzina Salvatelli, Via Eleonora Duse 53, Roma
- 1943 Arredamento per il negozio d'argenti Krupp, Milano
- 1943 Villino Marmont La Cantarana, Lodi
- 1944 Palazzo Garzanti in Via della Spiga, 30, Milano (in coll. con Gigi Ghò)
- 1944 Scenografia e costumi per il balletto Festa Romantica di Piccoli al Teatro La Scala, Milano
- 1947 ca. - ricostruzione del Palazzo Castello Valignani-Masci di Miglianico, commissione del proprietario Filippo Masci, con Francesco Bonfanti
- 1947–1951 Secondo Palazzo Montecatini, Via Turati-Largo Donegani, Milano
- 1950 Villa Mazzarella, Napoli
- 1950 Quartiere Harar, posto tra i quartieri di Quarto Cagnino e San Siro, nei pressi dello stadio di San Siro, Milano (con Gigi Ghò)
- 1950 Centrale idroelettrica Edison di Cedegolo
- 1952 Villa Arata, Napoli
- 1952–1956 Centrali elettriche Edison a: Santa Giustina, Chiavenna, Campodolcino, Cimego, Liri, Vinadio, Pantano d'Avio, Stura Demonte
- 1952–1958 Istituto Italiano di Cultura (Fondazione Lerici), Stoccolma, Svezia
- 1953-1957 Complesso comprendente l'Hotel della Città et de la Ville ed il Centro Studi Fondazione Livio e Maria Garzanti, in Corso della Repubblica, a Forlì.
- 1953-1957 Villa Planchart, Caracas, Venezuela.
- 1953 Arredamenti ed interni dell'Hotel Royal, Napoli.
- 1954 Maniglia Lama per Olivari per il Grattacielo Pirelli, Milano
- 1955 Interno sala macchine Centrale Idroelettrica Porto della Torre, Somma Lombardo (VA)
- 1956 Maniglia Cono per Olivari per Villa Planchart, Caracas
- 1956-1960 Edificio sede della Riunione Adriatica di Sicurtà (RAS), Milano (con Antonio Fornaroli, Piero Portaluppi e Alberto Rosselli)[23]
- 1956–1961 Grattacielo Pirelli, Via Fabio Filzi, 22, 20124 Milano MI
- 1955-1960 Chiesa di San Luca Evangelista, Via Andrea Maria Ampère, 75, 20131 Milano MI
- 1957 Casa di abitazione in via Plinio, 52 a Milano (con Antonio Fornaroli e Alberto Rosselli)[24]
- 1958 Monastero Delle Carmelitane Scalze, in Via Padre Semeria 191, a Sanremo (Imperia)[senza fonte]
- 1960 Casa di abitazione in via Bronzino, 5 a Milano (con Antonio Fornaroli e Alberto Rosselli)[24]
- 1960 Palazzo Comunale di Cesenatico
- 1961 Edificio "Trifoglio", Facoltà di Ingegneria, Politecnico di Milano, Via Edoardo Bonardi 3 - Milano (MI)
- 1961 Casa di abitazione in Spreafico, 3, a Monza
- 1962 Sede della RAS (ora Allianz) all'angolo di Corso Italia con via Santa Sofia, Milano
- 1962 Hotel Parco dei Principi, Sorrento
- 1964 Hotel Parco dei Principi, Roma
- 1964 Chiesa di San Francesco d'Assisi al Fopponino, in Via Paolo Giovio, 41, 20144 Milano MI
- 1968–1971 Edificio Montedoria, in Via Giovanni Battista Pergolesi, 25, 20124 Milano MI, sito in viale Andrea Doria, all'angolo con le vie Macchi e Pergolesi, Milano
- 1970 Concattedrale Gran Madre di Dio, Taranto in Via Monsignore Blandamura, 7, 74121 Taranto TA
- 1970-1971 Denver Art Museum, Denver (Stati Uniti).

Fotografie di Paolo Monti (Fondo Paolo Monti, BEIC)
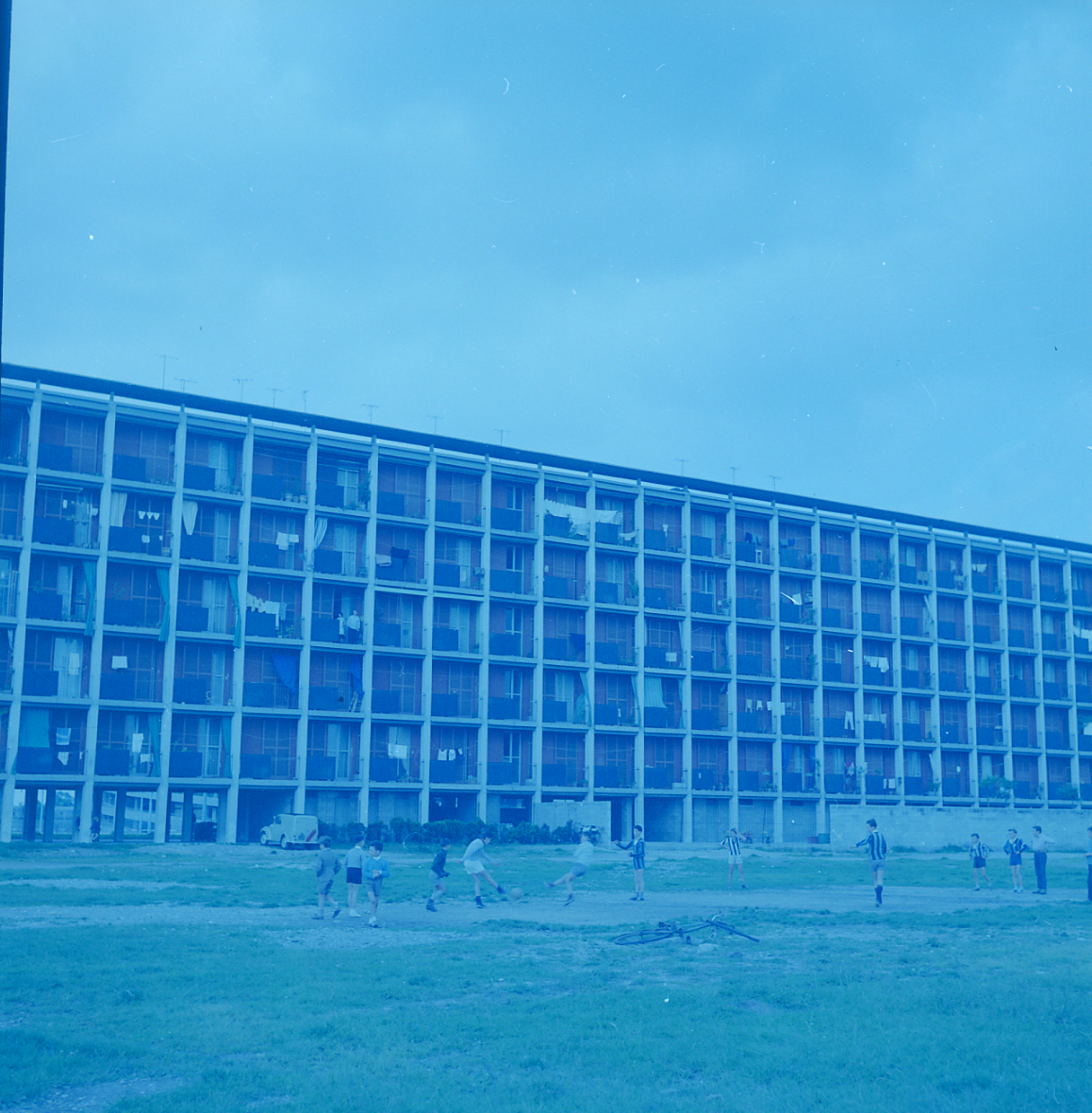
Quartiere Harar, Milano (1950)
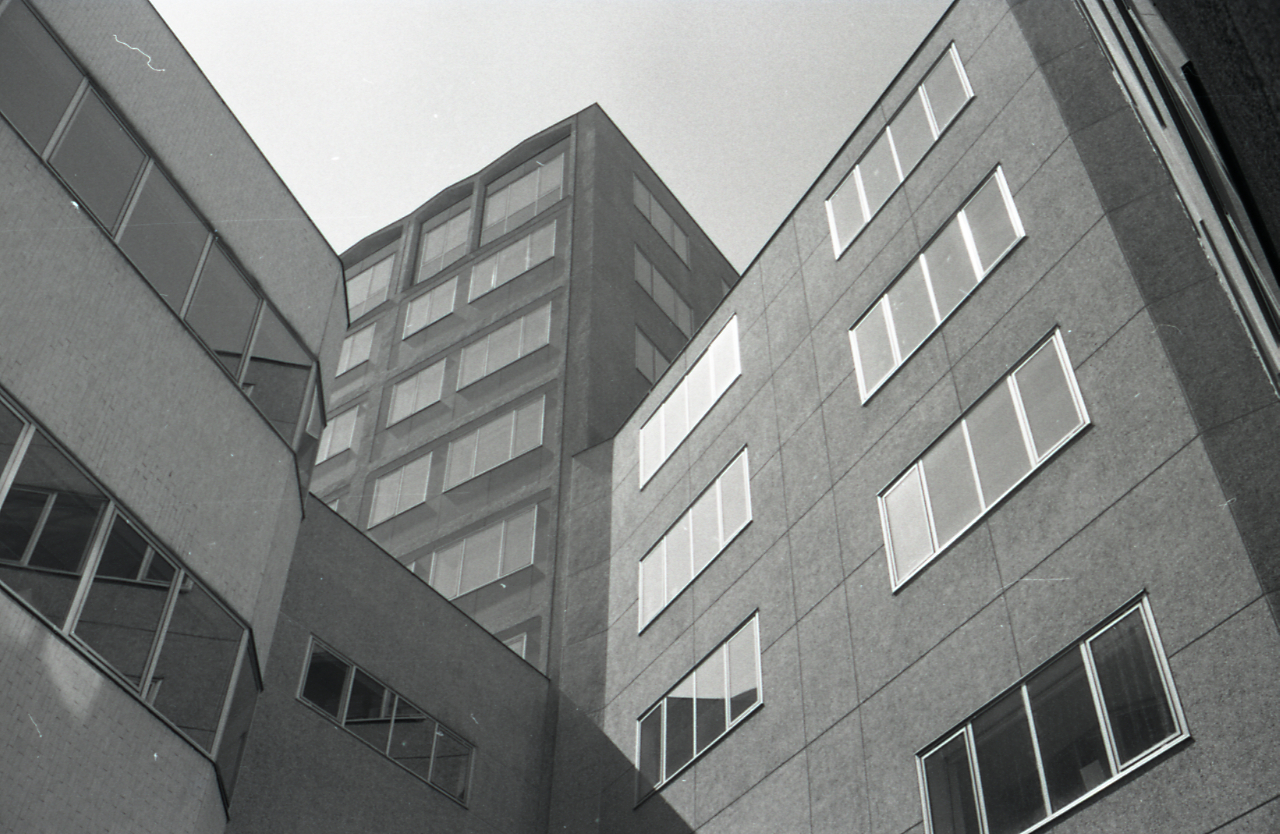
Edificio sede della Riunione Adriatica di Sicurtà (RAS), Milano (1956-1960)